# Haruki Murakami
Haruki Murakami (村上春樹 Murakami Haruki), född 12 januari 1949, är en av Japans populäraste samtida författare och översättare. Hans västerländska berättarstil med återkommande motiv och teman av drömlika och övernaturliga element har influerat en yngre japansk författargeneration, särskilt inom genrerna fantasy och science fiction.

## Bakgrund
Haruki Murakami föddes i Kyoto men växte huvudsakligen upp i Kobe. Hans farfar var buddhistpräst och hans morfar var handelsman från Osaka. Båda föräldrarna undervisade i japansk litteraturkunskap. Murakami å andra sidan var mer intresserad av amerikansk litteratur, vilket grundlade hans västerländskt präglade författarstil, som kom att skilja honom från mer konventionella japanska författare.
Han studerade drama vid Wasedauniversitetet i Tokyo, där han träffade sin blivande fru, Yoko. Hans första arbete var i en skivaffär. Efter att han avslutat sina studier öppnade han jazzbaren "Peter Cat" i Tokyo, som han drev 1974–1982. Många av hans verk har en musikrelaterad tematik och titlar baserade på särskilda sånger såsom Dance, Dance, Dance (från The Dells eller The Beach Boys), Norwegian Wood (efter Beatles sång Norwegian Wood (This Bird Has Flown)) och South of the Border, West of the Sun (där den första delen är en del av en av Nat King Coles sångtitlar).
Murakami blev vid tiden för sitt genombrott som författare en flitig elitmotionär och han har genomfört 27 maratonlopp. 1996 fullbordade Murakami sitt första och enda ”ultramaraton” – ett 100 kilometerlopp runt Saromasjön, Hokkaido, Japan.

## Författarkarriär

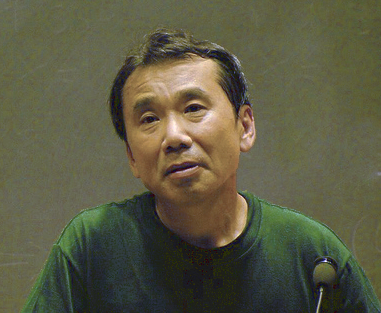
Haruki Murakami 2005.

Murakami skrev inte någon skönlitteratur alls innan han var tjugonio år gammal.

### Romaner
Enligt Murakami själv blev han plötsligt och oförklarligt inspirerad att skriva sin första roman Hear the Wind Sing (1979) medan han var på en basebollmatch. Murakami arbetade med romanen i flera månader – med några få korta tillägg om dagen – efter sina arbetsdagar i baren, vilket resulterade i en något fragmentarisk, hoppig text med korta kapitel. När han var färdig skickade han omedelbart in boken till den enda litteraturtävlingen som antog verk av det formatet, och vann förstapriset. Även i detta hans första litterära verk återfinns många av de grundläggande beståndsdelarna i hans senare författarskap: Västerländsk stil, säregen humor och gripande nostalgi.
Hans tidiga framgångar uppmuntrade honom att fortsätta skriva. Ett år efter debuten publicerade han dess uppföljare Pinball, 1973 (dessa hans två första romaner har endast översatts till en mycket liten engelsk upplaga). 1982 publicerade han den senare kritikerrosade A Wild Sheep Chase, som använde sig av magiska inslag på ett originellt vis, och hade en ovanligt osammanhängande handling. Dessa romaner bildar trilogin "Trilogy of the Rat" (vilka alla bestod av den icke namngivne berättaren och hans vän som kallades "the Rat"). 1985 utkom Hard-Boiled Wonderland and the End of the World, en drömlik fantasi som tog de magiska element som han använt sig av tidigare till nya extrema höjder.

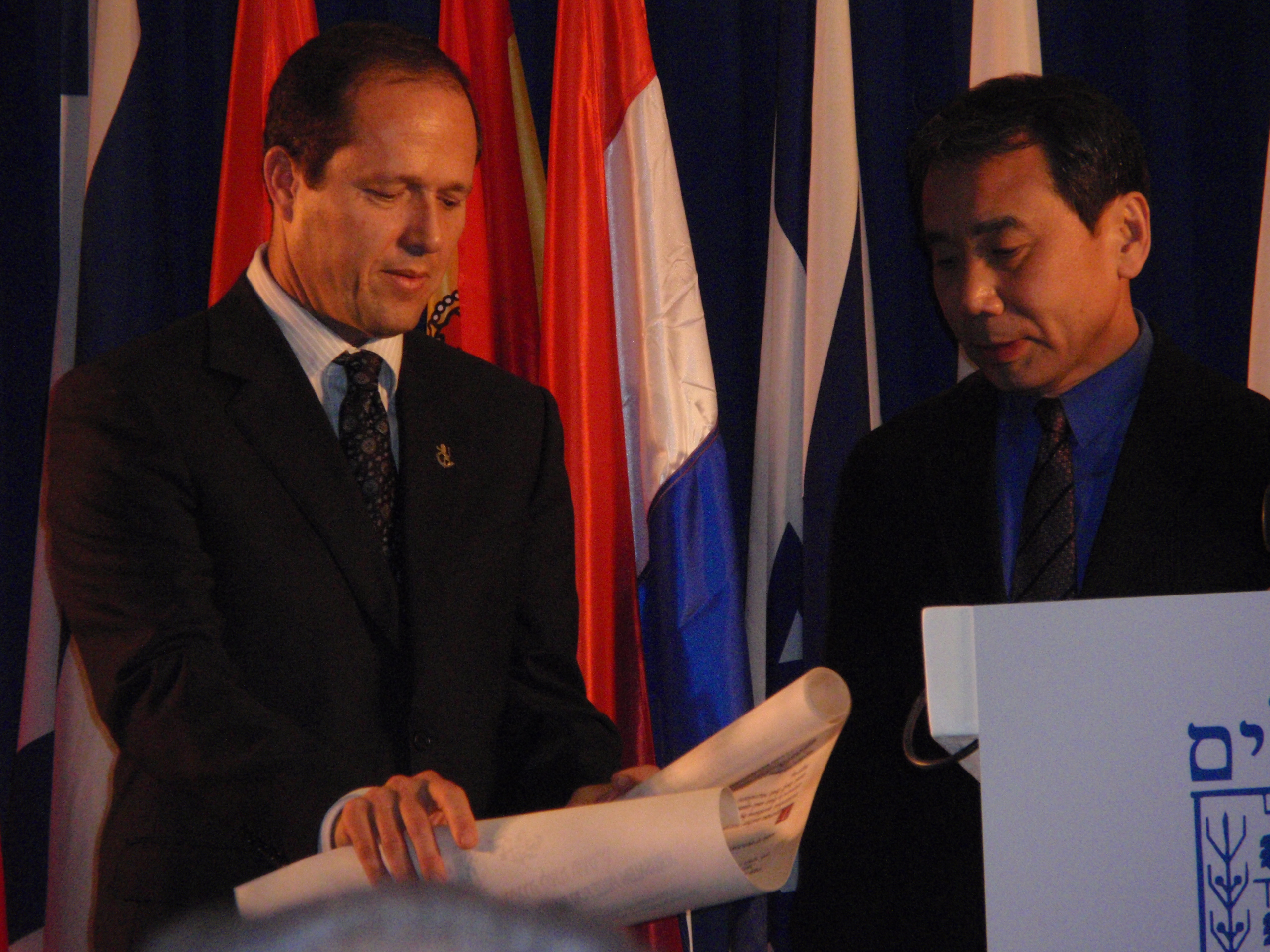
Haruki Murakami mottar Jerusalempriset 2009.

Sitt stora genombrott och nationella erkännande fick han 1987 genom romanen Norwegian Wood, en nostalgisk berättelse om saknad och sexuell mognad. Norwegian Wood sålde i miljontals exemplar bland japanska ungdomar, vilket gjorde Murakami, till hans förtret, till något av en superstjärna i hemlandet. 1986 hade han lämnat Japan och reste genom Europa tills han slutligen slog sig ner i USA.
Han kom att arbeta vid Princeton University i New Jersey, och senare vid Tufts University i Medford i Massachusetts. Under denna tid skrev han Dance, Dance, Dance och South of the Border, West of the Sun.
1994/1995 publicerade han Fågeln som vrider upp världen. Denna roman blandade både hans realistiska och fantasifulla tendenser, och var hans första verk som innehöll inslag av fysiskt våld. Den var även mer socialt medveten än hans tidigare verk, då den delvis handlade om de japanska krigsförbrytelserna i Manchuriet, vilket är ett kontroversiellt och komplicerat ämne.
Hans senare romaner är ofta korta, mer koncisa och kortfattade: Sputnikälskling, första gången i tryck 1999, Kafka på stranden, från 2002, översatt och utgiven på svenska 2006 och Efter mörkrets inbrott (2004, i svensk översättning 2012).
År 2011 utkom den stora trilogin 1Q84 på svenska. Titeln anspelar på George Orwells roman 1984 och har en tematiskt besläktad handling om övervakning, hjärntvätt och tragisk kärlek. År 2014 utkom romanen Den färglöse herr Tazaki i svensk översättning.

### Noveller och annat
Noveller upptar en betydelsefull del av Murakamis samlade verk. Förutom Quake skrev han många andra noveller mellan åren 1983 och 1990; 17 av dessa har utgivits på svenska under titeln Elefanten som gick upp i rök och andra berättelser. Ytterligare 24 noveller mellan 1981 och 2005 publicerades i en samling på engelska med titeln Blind Willow, Sleeping Woman.
Behandlingen av kollektiva trauman kom att få en central position i Murakamis författarskap, vilket i tidigare skede varit mer lättsamt till naturen. Medan han avslutade arbetet med Chronicle, skakades Japan av jordbävningen i Kobe, och därefter gasattacken i Tokyos tunnelbana. Precis därefter återvände han till Japan. Han behandlade dessa händelser genom sitt första icke-fiktiva verk, Underground, och novellsamlingen After the Quake.
Hans alster Vad jag pratar om när jag pratar om löpning, som innehåller berättelser om hans erfarenheter som maratonlöpare och triathlon och som kom ut i Japan 2007, finns i svensk direktöversättning sedan maj 2010. Titeln anspelar på Raymond Carvers novellsamling Vad vi pratar om när vi pratar om kärlek.
Han har också översatt många verk av F. Scott Fitzgerald, Raymond Carver, Truman Capote, John Irving och Paul Theroux, bland andra.

## Mottagande
Murakamis skönlitteratur, vilken ofta kritiseras av det japanska litteraturetablissemanget för att den är "poplitteratur", är humoristisk och surrealistisk, samtidigt som den speglar ett påtagligt främlings- och utanförskap, och en längtan efter kärlek på ett sätt som har berört läsare i USA och Europa, likaväl som i Östasien.
Fågeln som vrider upp världen är den roman som av många kritiker anses vara Murakamis främsta. Romanen gav honom Yomiuri Shimbuns litteraturpris, Yomiuripriset i litteratur, som tilldelades honom av en av hans tidigare största kritiker, Kenzaburo Oe.
Haruki Murakami har tilldelats bland annat Franz Kafka-priset, Jerusalempriset och H.C. Andersens litteraturpris. I förhandsspekulationerna om Nobelpriset i litteratur hör han till de oftast nämnda. Själv anser han att trogna läsare är en större ära och säger sig vara ointresserad av litterära priser. I en intervju i The New Yorker 2012 svarade han på frågan om han ville ha nobelpriset: "Nej, jag vill inte ha priser. Det skulle innebära att du är färdig." 2018 avböjde han att kandidera till Den nya akademiens litteraturpris med motiveringen att han ville koncentrera sig på sitt skrivande.

## Utmärkelser
- Franz Kafka-priset 2006
- Jerusalempriset 2009